# Xã Carr, Quận Clark, Indiana
Xã Carr (tiếng Anh: Carr Township) là một xã thuộc quận Clark, tiểu bang Indiana, Hoa Kỳ. Năm 2010, dân số của xã này là 3.452 người.